# Chavagnes-les-Redoux

Chavagnes-les-Redoux este o comună în departamentul Vendée, Franța. În 2009 avea o populație de 793 de locuitori.